# شوريكين

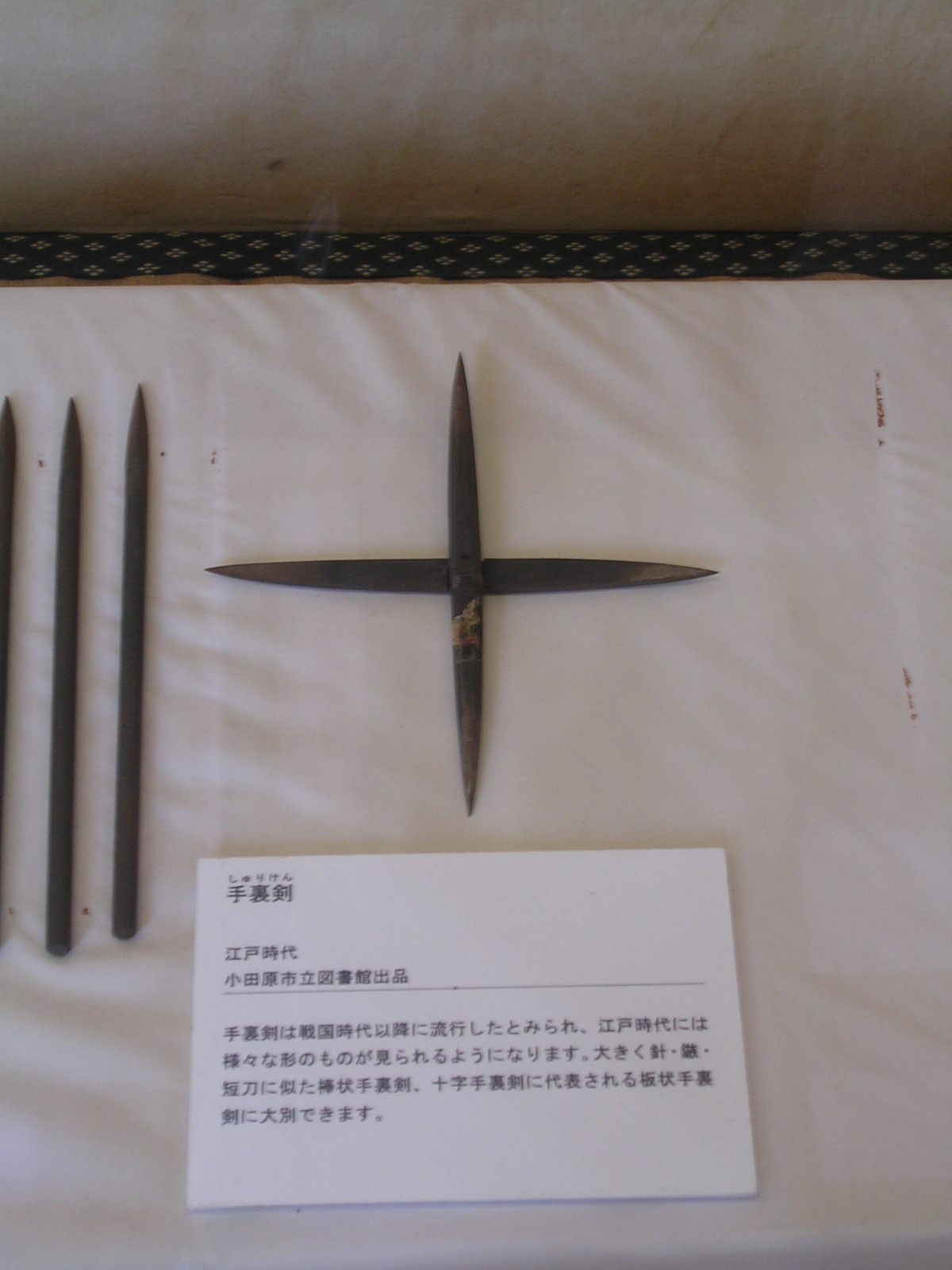
شوريكن من فترة إيدو، في متحف قلعة أوداوارا باليابان

شوريكن (手裏剣,Shuriken) ومعناها اللغوي (سيف مخبأ في اليد) هو سلاح تقليدي ياباني خفي كان يستخدم عادة للرمي، أو الطعن في بعض الأحيان. الشوريكن شفرات حادة مصنوعة من مجموعة متنوعة من السلع اليومية مثل الإبر والمسامير، والسكاكين، وكذلك القطع النقدية، وألواح مسطحة أخرى من المعدن.

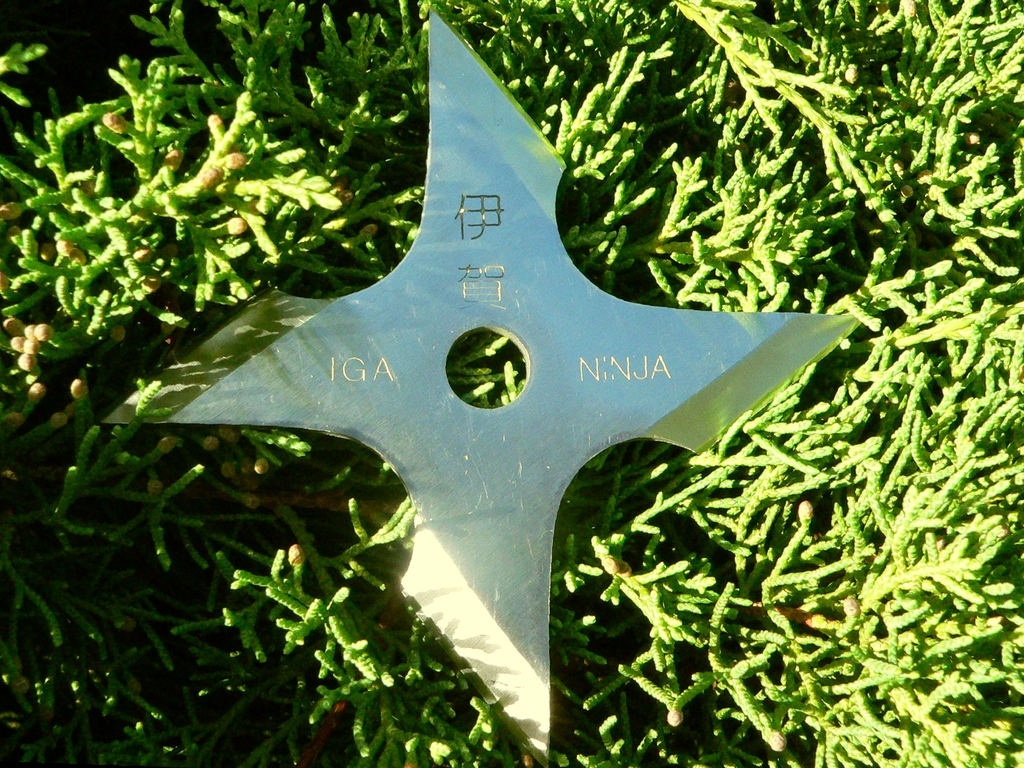
هيرا شوريكن حديثة

تعرف الشوريكن في الغرب باسم «النجوم المقذوفة» أو «نجوم النينجا» على الرغم من أنها أخذت العديد من الأشكال المختلفة والتصاميم خلال فترة استخدامها. وأشهر أنواع الشوريكن هي (بو شوريكن) وتعنى الشوريكن العصوية و (هيرا شوريكن أو شاكين) وتعني الشوريكن المستوية.
كانت الشوريكن سلاحا إضافيا إلى السيوف أو أسلحة أخرى مختلفة في ترسانة محارب الساموراي، وكانت تلعب دورا محوريا تكتيكيا في المعركة. ويعرف فن التعامل مع الشوريكن باسم Shuriken-jutsu وكان يدرس كجزء صغير من المنهج الدراسي للفنون القتالية في العديد من المدارس المشهورة.